# Übersicherung (Zivilrecht)
Übersicherung wird im Zivilrecht das auffällige Missverhältnis zwischen dem realisierbaren Marktwert einer Kreditsicherheit und der gesicherten Forderung genannt.

## Allgemeines
Bei schwacher, aber noch vertretbarer Bonität des Kreditnehmers verlangen die Kreditinstitute zur Besicherung ihrer Kredite Kreditsicherheiten. Dabei müssen sie den Wert der angebotenen Kreditsicherheiten bewerten, den sie bei einer etwaigen späteren Verwertung erzielen können. Diese Wertermittlung zielt darauf ab, festzustellen, ob der zukünftige Verwertungserlös ausreicht, um die bestehende Restforderung vollständig abzudecken. Das fällt nicht immer leicht, weil Sicherheiten im Zeitablauf Wertschwankungen unterliegen und bei einer Zwangsverwertung in der Regel weniger Erlöse erzielt werden als bei einem regulären Verkauf ohne Zeitdruck. Kredite und Sicherheitenwert müssen dabei in einem angemessenen Verhältnis zueinander stehen. Bankübliche Abschläge („Beleihungsgrenzen“) werden von der Rechtsprechung allgemein anerkannt, denn Bewertungsrisiken und -unschärfen ist angemessen Rechnung zu tragen. Bereits aus dem Wesen des Sicherungsvertrages und seinem zugrundeliegenden Treuhandverhältnis folgt das Verbot einer Übersicherung.

## Übersicherung als Nachteil für den Sicherungsgeber
Sicherungsvereinbarungen, bei denen jedoch das angemessene Verhältnis fehlt, behindern den Sicherungsgeber in der freien Verwendung seines freien Vermögens und beeinträchtigen so seine wirtschaftliche Bewegungsfreiheit gegenüber Lieferanten und anderen Gläubigern. Dabei sollte aber nur dann von Übersicherung gesprochen werden, wenn und soweit der in bestimmter Weise festgelegte Wert der Sicherheit die gesicherten Kreditansprüche übersteigt. Ein Missverhältnis zwischen Sicherheit und gesicherter Forderung besteht nämlich nur dann, wenn die Verwertung der Sicherheit zu einem wesentlichen Übererlös führt. Andernfalls ist lediglich eine nominelle Überdeckung gegeben, die darauf beruht, dass der Nennwert einer Sicherheit allenfalls einen groben Anhaltspunkt für den Erlös im Sicherungsfall darstellt. Bei der Sicherstellung durch Eigentumsvorbehalt liegt regelmäßig keine Übersicherung vor.

## Akzessorische und nicht akzessorische Kreditsicherheiten
Bei der Frage der Angemessenheit der Kreditsicherheiten spielt zunächst der Rechtscharakter der Sicherheitenart eine Rolle. Allgemein wird unterschieden zwischen akzessorischen Kreditsicherheiten wie Bürgschaft, Verpfändung, Hypothek und seit 2008 in gewissem Maße auch die Sicherungsgrundschuld und nicht akzessorischen (sog. abstrakten) Kreditsicherheiten wie Sicherungsabtretung, Sicherungsübereignung und Garantie.
Bei den akzessorischen Kreditsicherheiten besteht eine derart enge gesetzliche Bindung zwischen Forderung und Sicherheit, wodurch eine nachträgliche Übersicherung verhindert wird. Durch das Gesetz besteht bei diesen Sicherheiten eine Rückübertragungsautomatik: so orientiert sich die Haftung des Bürgen am jeweiligen Bestand einer Kreditforderung (§ 767 Abs. 1 Satz 1 BGB), sodass die Bürgschaftshöhe mit der Kredithöhe steht und fällt. Das ist bei abstrakten Sicherheiten (sog. Sicherungstreuhand) indes nicht der Fall. Hierbei hatte der BGH zur Vermeidung einer nachträglichen Überbesicherung von den Kreditinstituten die Vereinbarung von Freigabeklauseln verlangt. Diese Rechtsprechung hat er im Jahre 1996 aufgegeben. Nunmehr sind die formularvertraglichen Bestellungen abstrakter Sicherheiten auch dann wirksam, wenn sie keine ausdrückliche oder ermessensabhängig ausgestalteten Freigaberegelungen enthalten. Selbst unzureichend gestaltete Freigabeklauseln führen nach der neuen Rechtsprechung nicht mehr zur Gesamtnichtigkeit.

## Zeitpunkt der Übersicherung
Zu unterscheiden ist zwischen der ursprünglichen und der nachträglichen Übersicherung.

### Ursprüngliche Übersicherung
Eine ursprüngliche Übersicherung liegt vor, wenn bereits bei Abschluss des Sicherungsvertrags feststeht, dass bei einem späteren Verwertungsfall ein auffälliges Missverhältnis zwischen dem realisierbaren Wert der Sicherheit und der gesicherten Forderung bestehen wird. Entscheidend ist vielmehr der realisierbare Wert nach den ungewissen Marktverhältnissen im Falle einer Insolvenz des Schuldners. Dieser Wert lässt sich nur anhand der Besonderheiten des Einzelfalls ermitteln. Eine derartige unangemessene Übersicherung liegt vor, wenn der im Verwertungsfall realisierbare Sicherheitenwert von revolvierenden Globalsicherheiten (Raum-Sicherungsübereignung und Mantel-/ Globalzession) die Kredithöhe um mehr als 10 % dauerhaft übersteigt. Die Übersicherung muss ferner auf einer verwerflichen Gesinnung des Sicherungsnehmers beruhen. Davon kann ausgegangen werden, „wenn der Sicherungsnehmer aus eigensüchtigen Gründen eine Rücksichtslosigkeit gegenüber den berechtigten Belangen des Sicherungsgebers an den Tag legt, die nach sittlichen Maßstäben unerträglich ist.“ Die ursprüngliche Übersicherung macht den Sicherungsvertrag sittenwidrig und nichtig (siehe Unwirksamkeit), wenn er im Zeitpunkt seines Abschlusses nach seinem – aus der Zusammenfassung von Inhalt, Beweggrund und Zweck zu entnehmenden – Gesamtcharakter mit den guten Sitten nicht vereinbar ist. Erst recht gilt die Hereinnahme der überwiegenden Aktiva eines Kunden als Übersicherung, weil dem Kreditnehmer jeglicher Handlungsspielraum etwa für die Kreditaufnahme bei anderen Gläubigern genommen wurde (Knebelung).

### Nachträgliche Übersicherung
Die Übersicherung tritt hier durch Tilgung der Kredite ein, wobei der Wert der Sicherheiten zunächst konstant bleibt. Auch bei Kredittilgungen muss jedoch das angemessene Verhältnis gegenüber dem Wert der Sicherheiten jederzeit beibehalten bleiben, weil ansonsten nachträgliche Übersicherung eintritt. Insbesondere Zession, Sicherungsübereignung und Garantie unterliegen als nicht akzessorische Sicherheiten wegen der fehlenden Rückübertragungsautomatik dieser Gefahr. Hierbei muss das Ausmaß der Übersicherung deutlich die 150 %-Grenze übersteigen. Der realisierbare Wert der Kreditsicherheiten erreicht somit 2/3 seines Nennwerts, was der BGH auf die Regelung des § 237 Satz 1 BGB stützt. Diese Grenze gilt regelmäßig bei nachträglicher Übersicherung. Ihre deutliche Überschreitung führt jedoch nicht zur Nichtigkeit wie bei der anfänglichen Übersicherung, sondern löst einen Freigabeanspruch des Sicherungsgebers aus.

## Geänderte Rechtsprechung
Die Thematik der Übersicherung hat die verschiedensten Senate des BGH häufig beschäftigt. Die Grundlagenkontroverse wurde durch eine Entscheidung des VIII. Zivilsenats des Bundesgerichtshofs im Jahre 1992 angestoßen, hat aber beim VII., IX. und XI. Zivilsenat zu divergierenden Rechtsauffassungen geführt. Letztendlich haben dann der IX. Zivilsenat mit Beschluss vom 6. März 1997 und der XI. Zivilsenat mit Beschluss vom 13. Mai 1997 den Großen Zivilsenat des Bundesgerichtshofs angerufen. Dieser hat sich für eine feste Deckungsgrenze (110 %) und flexible Bewertungsparameter (nach realisierbaren Sicherheitswerten) ausgesprochen. Da aber flexible Bewertungsparameter wegen der in jedem Streitfall notwendigen Einholung eines kosten- und zeitaufwendigen Sachverständigengutachtens den Freigabeanspruch praktisch wertlos machen könnten, will der Große Senat dem Sicherungsgeber mit einer an § 237 BGB ausgerichteten Vermutungs- und Beweislastregelung helfen, wonach die Freigabeverpflichtung regelmäßig bei 150 % des Schätzwerts des Sicherungsgutes und des Nennwerts der Sicherungsforderungen entstehe.
Nach der neuen Rechtsprechung des BGH ist eine formularvertragliche Globalabtretung auch dann wirksam, wenn sie keine ausdrückliche oder eine ermessensabhängig ausgestaltete Freigaberegelung enthält. Das Fehlen einer solchen Klausel benachteiligt den Sicherungsgeber nicht, weil aus der fiduziarischen Rechtsnatur von Sicherungsverträgen über nicht akzessorische (abstrakte) Sicherheiten auch ohne ausdrückliche Regelung die Pflicht des Kreditgebers folgt, Sicherheiten freizugeben, wenn und soweit er sie endgültig nicht mehr benötigt. Enthält der Sicherungsvertrag Klauseln, durch die der Freigabeanspruch ausgeschlossen oder eingeschränkt wird, obwohl sich der Sicherungszweck der Übertragung ganz oder teilweise erledigt hat, so stellen diese zwar nach § 307 Abs. 1 BGB im Zweifel eine unangemessene Benachteiligung dar. Auch wenn seine Durchsetzbarkeit in unangemessener Weise erschwert wird, kann eine Benachteiligung zu bejahen sein. Diese führt aber grundsätzlich nur zur Unwirksamkeit der betroffenen Klauseln (§ 306 Abs. 1 BGB). Sollte im Sicherungsvertrag etwas abweichendes vereinbart sein, ist diese Abrede nach § 307 Abs. 1 BGB unwirksam; an ihre Stelle tritt nach § 306 Abs. 2 BGB der genannte Freigabeanspruch.

## Freigabeklauseln der Allgemeinen Geschäftsbedingungen der Kreditinstitute
Die AGB der Kreditinstitute enthalten auf der Grundlage der BGH-Rechtsprechung formulierte Freigabeklauseln, die eine nachträgliche Übersicherung verhindern sollen. Falls danach der realisierbare Wert aller Kreditsicherheiten die Deckungsgrenze nicht nur vorübergehend um 10 % übersteigt, besteht die Vermutung einer Übersicherung, wenn der Marktwert oder die Herstellungskosten um mehr als 150 % über dem Nennbetrag der gesicherten Forderungen liegen. In einem solchen Fall verpflichten sich die Kreditinstitute, auf Verlangen des Kunden Sicherheiten nach ihrer Wahl in Höhe des die vereinbarte Deckungsgrenze übersteigenden Betrages freizugeben; sie werden bei der Auswahl der freizugebenden Sicherheiten auf die berechtigten Belange des Kreditnehmers und eines dritten Sicherungsgebers, der für die Verbindlichkeiten der Kreditnehmers Sicherheiten bestellt hat, Rücksicht nehmen. In diesem Rahmen sind die Kreditinstitute auch verpflichtet, Aufträge der Kunden über die dem Pfandrecht unterliegenden Werte (wie z. B. Verkauf von Effekten, Barauszahlung von Sparguthaben) auszuführen (Nr. 16 II AGB Banken; Nr. 22 II AGB Sparkassen).

## Verbriefungen
Bei Verbriefungen im internationalen Kreditverkehr nehmen Zweckgesellschaften oder Conduits im Rahmen des Credit Enhancements auch bewusst Übersicherungen (englisch overcollaterisation) vor, wobei der Nominalwert des Portfolios von Vermögenswerten den Nominalwert der emittierten forderungsbesicherten Wertpapiere deutlich übersteigt. Grund ist eine Risikominderung des Emittentenrisikos für Anleihegläubiger und eine Verbesserung des Ratings. Damit nicht obige Rechtsprechung gilt, unterliegen auch aus diesem Grunde die Zweckgesellschaften/Conduits nicht dem deutschen Recht.